# 彼得·溫賈德
彼得·溫賈德（英語：Peter Wyngarde，1927年8月23日—2018年1月15日），英國男演員。知名於間諜電視劇《秘密指令》（1969年至1970年）及《傑森·金》（1971年至1972年）中主演偵探傑森·金一角。他華麗的穿搭和時尚的表演在大眾間取得了成功，而使他在1970年代成為英國等地的風格偶像；如演員麥克·邁爾斯表示，溫賈德啟發了奧斯汀·鮑爾斯一角。

## 早期生活
彼得·溫賈德的出生日期和地點、出生名，以及他父母的國籍和職業都具有爭議。根據他自己的說法，他的出生名為彼得·保羅·溫賈德（Peter Paul Wyngarde），出生於1933年8月23日，由法國籍的母親和英國籍的父親在法國馬賽的阿姨家中為他取名。他聲稱，他的父親曾在香港、馬來亞、新加坡和印度的英國外交部工作，後來成為居住在倫敦伊頓廣場的進出口商。《泰晤士报》於1954年的報導中指出，他是法國演員兼導演路易·茹韦的侄子，但茹韦的直系親屬並未證實這一點。
溫賈德在1960年的移民申請中將他的出生地標示為新加坡，雖然《海峽時報》於1956年在一篇關於他母親的文章中確實將馬賽當作為他的出生地。溫賈德的生日通常被認為是8月23日，但不同的消息來源表明是1924年至1937年出生，而1927年是最具權威性的年份。在1993年的採訪中，溫賈德聲稱不清楚自己的年齡。直到他於2018年1月去世的報告中透露他的年齡為90歲，這表明他出生於1927年。
其他證據表明，溫賈德的原名是「西里爾·路易士·戈德貝特」（Cyril Louis Goldbert），且他是在1940年代中期抵達英國後改名。作家J·G·巴拉德曾與他一同經歷了在日本龙华集中营中的日子；他說，他和家人在第二次世界大戰期間在上海將溫賈德稱呼為「西里爾·戈德貝特」。但在受訪時，溫賈德否認認識巴拉德。
溫賈德的母親是瑪區爾提塔·「瑪奇」·戈德貝特（Marcheritta "Madge" Goldbert），娘家姓為艾欣（Ahin），後來改為麥考利（Macauley）。她是生活在新加坡的一個亚欧家庭，曾於1890年代生活於英屬馬來亞。記錄顯示她是瑞士國民，並於1947年再婚且搬到了马来西亚柔佛。溫賈德的父親可能是H·戈德貝特先生（Mr H. Goldbert），他於1945年抵達英國時被列為西里爾的近親。
他於1973年受訪時表示：「還是個小孩時，很難區分事實和幻想。」他經常談到他早期的創傷。溫賈德告訴一位採訪者，他的父母在他很小的時候離婚，父親於1937年夏季在「與中國爆發戰爭前幾個月就把他帶到了中國」。他說他生活在上海時，日本陸軍於1941年12月8日接管了上海公共租界；在被拘留期間，他自己以表演來自娛，且演出了《化身博士》中的所有角色。1943年4月，名為西里爾·戈德貝特的他被關押在龙华集中营中。
在英國國家檔案館中的信函中透露，1942或1943年，商船船員亨利·戈德貝特（Henry Goldbert）的15歲兒子和他的兩個弟弟妹妹住在上海。當時，戰爭運輸部、戰俘部和各種寄宿學校都在努力將兒童從上海遣返回英國，但唯獨這名年齡較大的男孩因年齡原因無法入境。解放後，西里爾·戈德貝特乘坐冠達-白星航運的船「Arawa」從上海到南安普敦。他被列為一名18歲的乘客獨自旅行。於1945年12月14日抵達英國後，西里爾·戈德貝特在英國的任何其他公共記錄中都找不到。
在受訪時，溫賈德表示他曾在牛津大學法學院學習了三個月，之後才前往倫敦一家廣告公司工作，儘管沒有證據能證明這一說法。

## 死亡
據他的經紀人所述，溫賈德於2017年10月入住了位在倫敦的切爾西和威斯敏斯特醫院，其患病情況不明。他於2018年1月15日去世，享耆壽90歲。

## 外部連結
- Peter Wyngarde在互联网电影资料库（IMDb）上的資料（英文）
- 互聯網百老匯資料庫（IBDB）上彼得·溫賈德的資料（英文）